# Marquesado del Valle de Oaxaca
El marquesado del Valle de Oaxaca es un título nobiliario español, concedido, en México, el 20 de julio de 1529 por el emperador Carlos I de España y V del Sacro Imperio Romano Germánico al explorador, descubridor y conquistador pacense Hernán Cortés, gobernador y capitán general de la Nueva España, en reconocimiento por sus servicios a la Corona «y especialmente en el descubrimiento y población de la Nueva España».
A pesar de su nombre, las tierras del marquesado cubrían un área mucho más grande que el Valle de Oaxaca: comprendía una vasta extensión de tierra de las hoy entidades mexicanas de Oaxaca, Morelos, Veracruz, Michoacán, Estado de México y Ciudad de México.

## Historia

### Antecedentes y otorgamiento

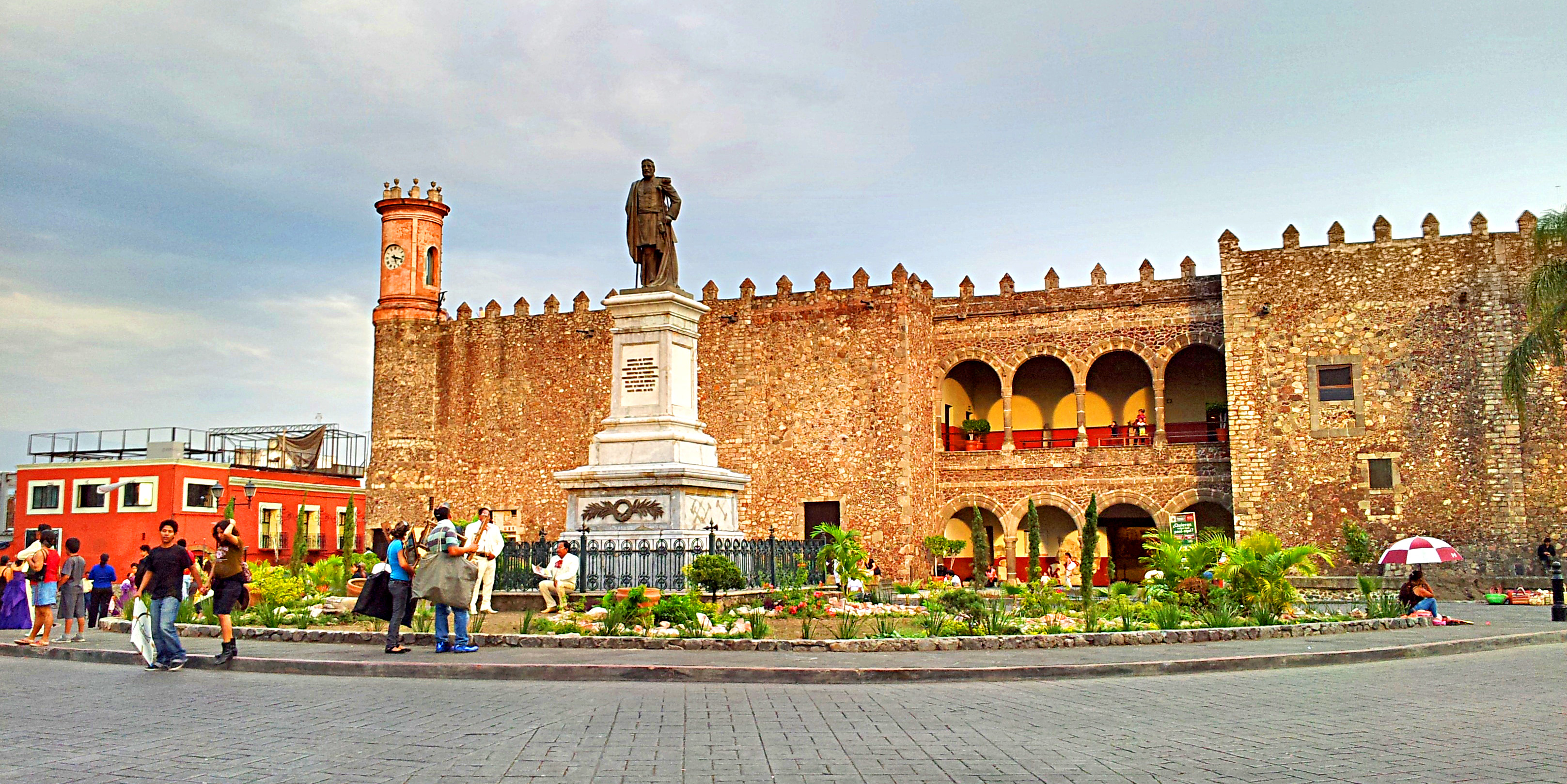
Palacio de Hernán Cortés en Cuernavaca, asiento del marquesado hasta 1629.

Después de la caída de Tenochtitlan, con la captura del último Tlatoani mexica, Cuauhtémoc, el 13 de agosto de 1521, el Imperio azteca desapareció, pasando a formar parte del Imperio español. El triunfo le dio estatus legal a Cortés, cuya posición había sido impugnada durante la conquista.
El 15 de octubre de 1522, se emitió una Real Cédula nombrándolo gobernador y capitán general de Nueva España. Cortés gobernó personalmente los territorios recién conquistados hasta 1524, cuando se fue a Las Hibueras, hoy Honduras, al frente de una expedición contra el rebelde Cristóbal de Olid, quien había declarado su independencia de España, reclamando el territorio como suyo.

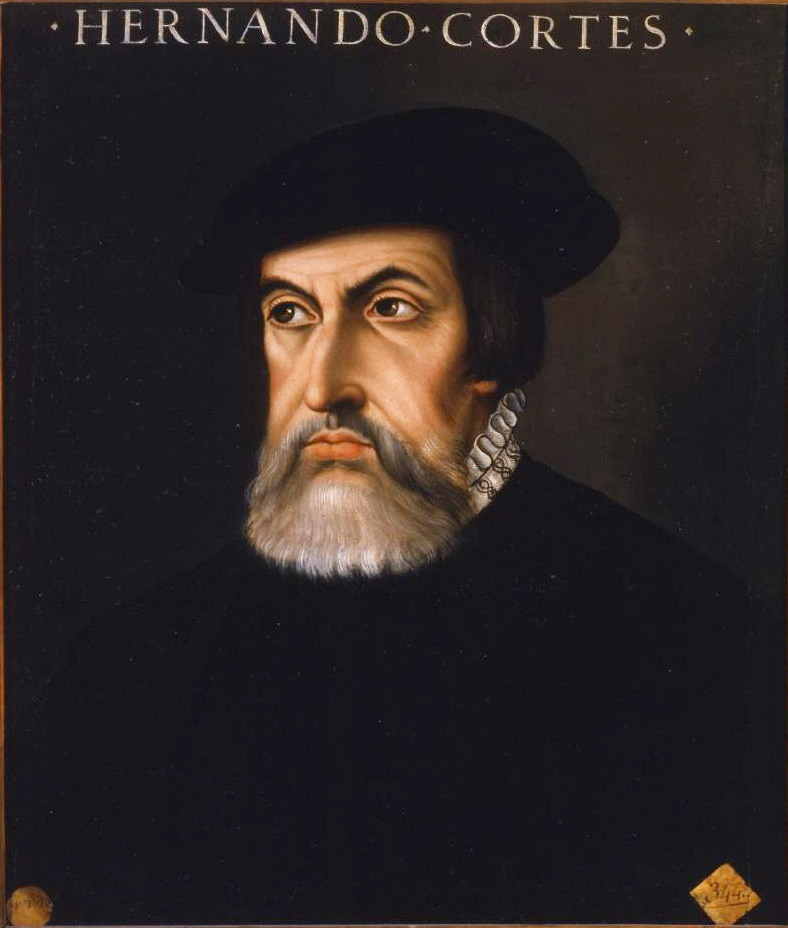
Hernán Cortés, conquistador del imperio Azteca, primer marqués del Valle de Oaxaca

De regreso a la Ciudad de México en 1526, tras haber derrotado a Olid, Cortés encontró que sus enemigos: el obispo Juan Rodríguez de Fonseca, presidente del Consejo de Indias y Diego Velázquez de Cuéllar, gobernador de Cuba, habían convencido a Carlos V de que iniciara un juicio de residencia en su contra. El rey nombró juez de la residencia y gobernador a Luis Ponce de León, quien sucedió a Cortés de su cargo de gobernador el 16 de julio de 1526. Ponce de León murió poco después y fue reemplazado por Marcos de Aguilar, quien también falleció al poco tiempo. Cortés, acusado por sus opositores de envenenar a ambos, decidió regresar a España para apelar a la justicia del rey. 
En 1528, Cortés llegó a Castilla, donde se presentó con gran esplendor ante la corte de Carlos V y respondió con franqueza a las acusaciones de sus enemigos. Se ganó el favor real, se confirmó oficialmente sus tenencias de tierras y vasallos y le fue creado el título de marqués del Valle de Oaxaca, mismo que le fue otorgado por una Real Cédula emitida el 6 de julio de 1529. También fue honrado con el título de caballero de la Orden de Santiago y el cargo honorífico de «Capitán general de Nueva España y de la costa del Mar del Sur», y el noble título de Don, pero no le fue reintegrado el cargo de gobernador de Nueva España como él deseaba.
Cortés regresó a Nueva España en 1530, para encargarse de las exploraciones en el Mar del Sur, como se llamó entonces al Océano Pacífico. Llegó acompañado de su segunda esposa, la noble española Juana de Zúñiga y Ramírez de Arellano. Fueron padres de seis hijos, cuatro de los cuales llegaron a la edad adulta, incluyendo a Martín, su único varón legítimo, quien recibió el título, tras la muerte de su padre, en 1547. 
Cortés estaba emparentado de manera directa por su madre con Francisco Pizarro, quien alcanzó también el rango de noble otorgado por el rey de España en reconocimiento de sus conquistas en América en defensa de los intereses de la Corona española.
El 27 de julio de 1529 se emitió una nueva Cédula Real, permitiendo a Cortés establecer un mayorazgo. La institución del mayorazgo, que tuvo lugar el 9 de enero de 1535, garantizó la permanencia del marquesado, ya que implicó la mayor parte de las tierras de Cortés, sus propiedades urbanas y vasallos, haciéndolo heredable, junto con la dignidad del marquesado. El mayorazgo también estableció la sucesión al título, que es de preferencia por la primogenitura masculina, es decir, a la mujer se le permite acceder solo si carece de hermanos vivos y si sus hermanos difuntos no dejaron descendientes masculinos legítimos. También se especifica que el marqués o marquesa tiene que ser católico, leal al rey, y llevar el nombre y las armas de Cortés.

## Territorios y administración

Marquesal de Hernán Cortés Los números del mapa señalan a:
1) Texcoco
2) Otumba
3) Huejotzingo
4) Chalco
5) Oaxaca (con Cuilapan y Etla)
6) Tututepec
7) Jalapa de Tehuantepec
8) Soconusco
9) Tlapa
10) Zacatula
11) Cuernavaca
12) Coyoacán
13) Toluca
14) Chapuputan y Oxitipa
15) Tuxpan y Cicoaque
16) Cotaxtla, Tuxtla, Tepeaca, Ichalpan
17) Chinantla

La propiedad de Cortés, su «marquesal», como se dice desde un punto de vista jurídico, fue una jurisdicción señorial hereditaria. Eso significó que el marqués del Valle de Oaxaca tenía jurisdicción civil y criminal total sobre sus 23 000 vasallos, y podía nombrar a los funcionarios administrativos y de justicia. A pesar de que la Corona había concedido el título y los privilegios, las «autoridades reales hicieron esfuerzos continuos para prevenir que el marquesado adquiriera plenamente el poder político y jurídico típico el modelo clásico feudal».
Otras de las de las escasas jurisdicciones señoriales hereditarias concedidas en los dominios del imperio español fueron: el ducado de Veragua otorgado, con el título de marquesado de Jamaica, a los descendientes de Cristóbal Colón; el ducado de Atrisco y el marquesado de Santiago de Oropesa. La Corona española prefirió premiar a los conquistadores a través del sistema de encomienda, la concesión de tributo y de trabajo de los asentamientos indígenas específicos para el titular de la encomienda. Estas solo podían ser heredadas hasta dos generaciones, y los encomenderos no tenía ningún poder político o judicial en sus territorios, dependían de la pertinente Real Audiencia y la Capitanía general o la Intendencia.
El marquesado concedido a Cortés no era una propiedad geográficamente unificada, consistía en áreas con valor económico, separadas, fértiles, pobladas, y a menudo estratégicas, en diferentes partes de México. Las tenencias cubrieron una extensión total de más de 11 500 km². Cortés construyó un palacio en Cuernavaca, ahora capital del estado de Morelos, que está relativamente cerca de la Ciudad de México, donde tuvo participaciones significativas. 
Hacia 1535 se hizo un censo de casa por casa en lengua náhuatl. Se conserva el de la región de Cuernavaca, que da información importante sobre la estructura social y económica de las comunidades indígenas que tuvo Cortés. Es probable que el censo se llevara a cabo como parte de su disputa con la Corona española sobre el número de tributarios que realmente tuvo. Cortés está censado con su título de marqués, así que es fácil ubicarlo. El censo también da información importante sobre el grado de eficacia a nivel local de la evangelización cristiana, ya que cada miembro del hogar fue identificado como bautizado o no bautizado.
Este tipo de documentación a nivel local escrito en lenguas indígenas es utilizado en la Etnohistoria o Nueva Filología de Mesoamérica para escribir la historia desde el punto de vista de los indígenas. Los censos de Cuernavaca, levantados quince años después de la conquista de México, muestran cómo Cortés, reconocido como jefe supremo de las comunidades indígenas, propició que estas siguieran funcionando con pocos cambios.
El marquesal se componía de siete jurisdicciones: cuatro corregimientos y tres alcaldías mayores.
- El Corregimiento de Coyoacán, de 550 km², en el actual México, D. F.[17] incluyó Coyoacán, 34 aldeas, entre otras Mixcoac, San Agustín de las Cuevas, San Ángel, Churubusco y Tacubaya y 5 haciendas cuyo territorio abarcaba desde Cuajimalpa y llegaba hasta la sierra de las Cruces, en dirección este-oeste y, al sur, comprendía el pueblo de Santo Tomás Ajusco.
- El Corregimiento de Toluca, en el actual Estado de México, tuvo doce aldeas dependientes y una hacienda de 450 km².
- El Corregimiento de Charo Matlazinco, de 100 km², en el actual Michoacán. Abarcó San Miguel Charo, dos pueblos y una hacienda.
- El Corregimiento de Jalapa de Tehuantepec, en el actual estado de Oaxaca, encabezado por Santa María Jalapa del Marqués, con siete haciendas que sumaban 550 km².
- El Corregimiento del puerto de Tehuantepec, en el actual estado de Oaxaca, que fue el último y solo estuvo incluido hasta 1560, cuando el rey Felipe II emitió una Real Cédula, fechada el 16 de diciembre, que lo eliminó de la propiedad del marquesado, pero especificó que el marqués debía recibir a cambio la equivalencia de los tributos en oro que la ciudad producía para la Real Hacienda.[18] La Real Audiencia de México, el 23 de noviembre de 1563 fijó una recompensa anual a perpetuidad de 1527 pesos de oro y 3442 fanegas de maíz pagado por los pueblos de Tenango del Valle y Chimalhuacán.[18]
- La Alcaldía Mayor de los cuatro pueblos del marquesado: Santa María de Oaxaca, Cuilapan, Etla y Santa Ana Tlapacoyan, de 1.500 km²,[17]> incluyó 34 pueblos, 2 haciendas y un ingenio azucarero. A pesar de estar rodeado de tierras de esta Alcaldía, la ciudad de Antequera, hoy Oaxaca de Juárez, era patrimonio de la Corona, no del marqués.
- La Alcaldía Mayor de Cuernavaca, en el actual estado de Morelos, abarcó los ex Corregimientos de Yecapixtla y Oaxtepec, con una superficie de 4,100 km². Incluía la ciudad de Cuernavaca, cabeza del marquesado; 80 pueblos, 8 haciendas y 3 ingenios azucareros, situados en Tlaltenango (el primero en la Nueva España), Amatitlán y Atlacomulco.[17]
- La Alcaldía Mayor de Tuxtla y Cotaxtla, encabezado por la Villa de Tuxtla, ahora Santiago Tuxtla, dependían también La Rinconada e Izcalpan en el actual estado de Veracruz, se componía de 51 pueblos. En Tuxtla se plantó caña de azúcar y se creó el primer trapiche azucarero allá por 1521.

Las inversiones dieron enormes ingresos al marquesado. Cuando se manejaba bien, era una empresa económica, lucrativa, con una administración centralizada. Hasta 1567, el marqués le asignó la supervisión general de los asuntos inmobiliarios a su mayordomo mayor, un funcionario que dependía directamente de él, cuyo trabajo consistía en la administración fondos y materiales, así como la realización de juicios. En ese año, las autoridades virreinales descubrieron la llamada «Conspiración del marqués del Valle», Martín Cortés, segundo marqués y su hermano Martín Cortés (el Mestizo), para desconocer al rey de España, con el apoyo de los hijos de los conquistadores, quienes estaban descontentos con las Leyes Nuevas que restringieron la herencia de encomiendas. El rey ordenó la incautación del marquesado, lo que significó que la Corona tomó el control de la propiedad y de todos sus ingresos; los hermanos Cortés fueron expulsados de la Nueva España y se les prohibió volver. Algunos otros participantes, como los hermanos Ávila, fueron condenados a muerte y ejecutados. Finalmente, la legislación entró en vigor, excepto la disposición de la no herencia de las encomiendas. La norma que subsistió fue la concesión por «dos vidas»: la del titular y su heredero.
A pesar de que la incautación fue levantada en 1593, los marqueses perdieron el control directo de la administración de la propiedad, ya que tuvieron que mantener la estructura a través de la cual la Corona había estado trabajando, que les quitaba la autonomía de gobierno que solían ejercer. A partir de entonces, el marquesado tuvo una burocracia fija: el juez gobernador y privativo de la propiedad; el contador; el abogado de cámara; el procurador; el agente solicitador; el ministro ejecutor; el administrador de las casas y la renta del suelo y el intérprete del náhuatl. Cuando se trataba de discutir asuntos inmobiliarios, los funcionarios sesionaban en grupo, llamado Junta. Además, había una oficina en Madrid, la Dirección General, por lo que las decisiones se tomaban junto con los agentes del marqués.
El Códice del Marquesado del Valle, escrito en la segunda mitad del siglo XVI, incluyó 28 peticiones presentadas por los terratenientes locales, en lengua náhuatl, solicitando devolución de sus tierras confiscadas.

## De los Cortés a los Pignatelli

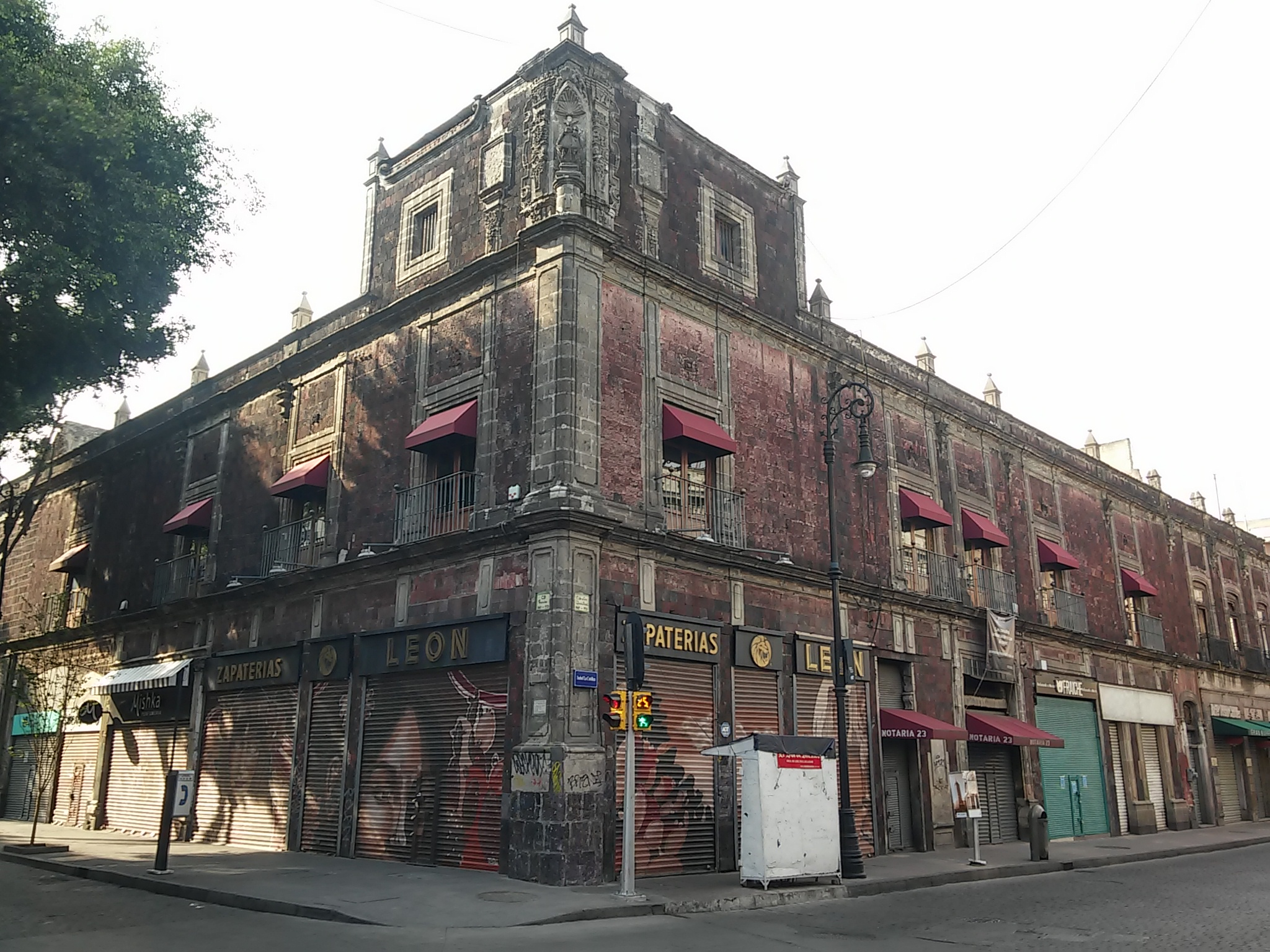
Sección que se conserva del complejo de las casas del marquesado, en Tacuba esquina con Isabel la Católica, Centro histórico de la Ciudad de México

Martín, el segundo marqués, obtuvo de Felipe II el perdón real en 1574, lo que le permitió regresar a España de su exilio en Orán, al noroeste de Argelia, y recuperar parte de sus propiedades incautadas en México. Sin embargo, se sostuvo la prohibición de su regreso a Nueva España, pagó una multa de 50 000 ducados y prestó 100 000 más a la Corona. Murió en Madrid en 1589 y fue sucedido en el título por su hijo mayor, Fernando Cortés, tercer marqués del Valle de Oaxaca, a quien le fue reintegrado el resto de su patrimonio en 1593, con la ayuda de su cuñado, Diego Fernández de Cabrera, III conde de Chinchón, asesor cercano del rey.< El tercer marqués no dejó hijos legítimos, por lo que a su muerte el título pasó a su hermano, Pedro Cortés Ramírez de Arellano, cuarto marqués del Valle de Oaxaca, quien pudo asentarse en Nueva España y asumir personalmente la gestión de la propiedad, que había sido controlada por administradores desde 1567.
El cuarto marqués también murió sin descendientes, por lo que, con los nietos, en 1629, terminó la línea directa de Hernán Cortés. El marquesado fue heredado por su sobrina Estefanía Carrillo de Mendoza y Cortés, hija de su hermana Juana Cortés Ramírez de Arellano, esposa de Pedro Carrillo de Mendoza, IX conde de Priego.
Estefanía y su esposo Diego Tagliavia de Aragón y Pignatelli tuvieron una sola hija, Juana de Aragón Pignatelli y Carrillo de Mendoza, VI marquesa, una de las más ricas herederas de su tiempo, que se casó con Héctor (Ettore) Pignatelli, V duque de Monteleón, dando a luz a una dinastía que reunió a la inmensa riqueza de la Aragonas, la Tagliavias, los Pignatelli y Cortés, sus títulos y sus feudos, entre los cuales el marquesado mexicano fue la joya de la corona.
Los Pignatelli continuaron recibiendo de la Monarquía española las mercedes otorgadas por Carlos I a Hernán Cortés de manera regular, incluso después de realizarse la independencia de México, ya que al principio las deudas públicas del virreinato fueron reconocidas íntegramente por el nuevo país.
En la primera mitad del siglo XIX, los Pignatelli designaron a Lucas Alamán como su apoderado en México, quien defendió la continuidad del pago de las rentas del marquesado, pero los liberales cancelaron dichos pagos. Rotos los lazos económicos, los Pignatelli vendieron sus propiedades en México.
El título nobiliario fue rehabilitado por el rey Alfonso XIII en 1916 a favor de José Pignatelli de Aragón y Cortés y Fardella, quien continuó radicado con su familia en Italia.

## De los Pignatelli a los de Llanza y Figueroa
En 1938, al morir sin descendencia el marqués José Pignatelli de Aragón y Fardella, su hijo Antonio de Aragón Pignatelli Cortés solicitó la sucesión al marquesado el 15 de febrero de 1959 pero, al no presentar la documentación requerida, se consideró desistida su pretensión y no obtuvo real carta de sucesión.
Los derechos nobiliarios del marquesado pasaron a una rama lateral, la del español Jorge de Llanza y Albert de Bobadilla, quien los reclamó, para repatriarlo. La Diputación de la Grandeza, organismo español que administra el estamento nobiliario del reino, falló en su favor y de nuevo el marquesado del Valle de Oaxaca pertenece a una familia española, que se desvinculó de los Pignatelli.

## Titulares del marquesado del Valle de Oaxaca
- Hernán Cortés de Monroy y Pizarro Altamirano (Medellín, 1485-1547), I marqués del Valle de Oaxaca.[1][26]

Casó en primeras nupcias con Catalina Suárez Marcayda. Sin descendencia. Contrajo un segundo matrimonio, en Béjar, en abril de 1529, con Juana Ramírez de Arellano y Zúñiga (Sevilla, 2 de diciembre de 1583), hija Carlos Ramírez de Arellano y Mendoza, II conde de Aguilar de Inestrillas, y de Juana Manrique de Zúñiga y Guzmán. Sucedió su hijo:
- Martín Cortés y Ramírez de Arellano (Cuernavaca, 1532-Madrid, 13 de agosto de 1589), II marqués del Valle de Oaxaca.[22][26]

Casó, en primeras nupcias, el 27 de febrero de 1548, en Nalda, con su sobrina y prima hermana, Ana Ramírez de Arellano(m. Sevilla, 17 de abril de 1578). en segundas nupcias, casó, el 4 de octubre de 1581, con Magdalena Manrique de Guzmán, dama de la reina Isabel de Valois (m. Madrid, 24 de octubre de 1621. Sin descendencia de este matrimonio. Sucedió su hijo del primer matrimonio en 1593:
- Fernando Cortés Ramírez de Arellano (Toledo, 11 de octubre de 1560-Madrid, 4 de febrero de 1602), III marqués del Valle de Oaxaca.[1][24]

Casó, en 1593 con Mencía de la Cerda, dama de la infanta Isabel Clara Eugenia. Fueron los padres de Gaspar Martín Cortés y de la Cerda, nacido en Madrid, el 21 de junio de 1594, que falleció en la infancia. Tuvo dos hijos fuera de matrimonio con María Niño de Guevara, hija de Pedro Cabrera de Córdoba y Juana Bautista Niño de Guevara: el capitán de caballos y maestre de campo Diego Cortés, casado con María Hurtado de Valencia, con descendencia; y Magdalena Cortés, monja del convento de Santa Catalina de Siena en Valladolid. Sucedió su hermano:
- Pedro Cortés Ramírez de Arellano (junio de 1566-19 de febrero de 1629), IV marqués del Valle de Oaxaca.[1][25]

Casó, el 25 de diciembre de 1602, en Madrid, con Ana Pacheco de la Cerda (baut. Toledo, 4 de agosto de 1586-Puebla de Montalbán, 20 de noviembre de 1643), sin descendencia de su matrimonio.  Tuvo una hija natural, Isabel /m. 26 de junio de 1682) que profesó en el convento de Jesús María con el nombre de Isabel de San Pedro y llegó a ser su abadesa. Al IV marqués le sucedió su sobrina, hija de su hermana Juana Cortés Ramírez de Arellano (m. 1602) quien había contraído matrimonio en Madrid, el 26 de noviembre de 1592, siendo su segunda esposa, con Pedro Carrillo de Mendoza, IX conde de Priego.
- Estefanía Carrillo de Mendoza y Cortés (c. 1695-Castelvetrano, 31 de julio de 1653), V marquesa del Valle de Oaxaca[1] y dama de la infanta Isabel Clara Eugenia de Austria.[38]

Casó, el 21 de septiembre de 1617, en San Lorenzo de El Escorial, con Diego Tagliavia de Aragón y Pignatelli (Nápoles, 9 de septiembre de 1596-Madrid, 17 de enero de 1663), IV duque de Terranova, grande de España, príncipe de Castelvetrano, príncipe del Sacro Romano Imperio, V marqués de Avola y VI marqués de la Favara, caballero de la Orden de Santiago, gran condestable del reino de Sicilia, gentilhombre de cámara del rey Felipe IV, virrey de Cerdeña, caballero de la Orden del Toisón de Oro, etc. Sucedió, en 1653, su única hija:
- Juana de Aragón Pignatelli y Carrillo de Mendoza (Messina, Sicilia, 12 de diciembre de 1619-Madrid, 7 de mayo de 1692), VI marquesa del Valle de Oaxaca,[1][26] V duquesa de Terranova, grande de España,[39] marquesa de la Favara, marquesa de Avola, princesa de Castelvetrano y del Sacro Romano Imperio, condesa de Borghetto, baronesa de Casteltermni y de Menfi, etc. y camarera mayor de la reina Maria Luisa de Orleans y de la reina Mariana de Neoburgo.[41]

Casó, el 16 de junio de 1639, con Héctor Pignatelli, VI duque de Monteleón, príncipe de Noia y caballero de la Orden del Toisón de Oro. Sucedió su nieta, hija de Andrés Fabricio Pignatelli de Aragón Carrillo de Mendoza y Cortés, fallecido antes que su madre en Gerona, el 27 de julio de 1677, VII duque de Monteleón, grande de España, V príncipe de Noia, gran camarlengo de Nápoles y caballero de la Orden del Toisón de Oro, casado en 1665, siendo su primer marido, con Teresa Pimentel y Benavides.
- Juana María Pignatelli de Aragón Cortés y Pimentel (Madrid, 6 de noviembre de 1666-22 de julio de 1723), VII marquesa del Valle de Oaxaca,[1][44] VI duquesa de Terranova,[39] VIII duquesa de Monteléon, grande de España,[43] etc.

Casó, el 23 de febrero de 1679, en Madrid, con su tío bisabuelo Nicolás Pignatelli y Carrafa (Cerchiara, Nápoles, 1648-Nápoles, 7 de marzo de 1730), almirante y condestable de Sicilia, virrey de Cerdeña y de Sicilia, príncipe de Galicho, marqués de Mesanelo, príncipe del Sacro Romano Imperio y caballero de la Orden del Toisón de Oro.
- Diego Pignatelli de Aragón y Cortés, (Madrid, 21 de enero de 1687-Palermo, 28 de noviembre de 1750), VIII marqués del Valle de Oaxaca,[1] VII duque de Terranova,[47] IX duque de Monteleón, grande de España,[43] VII príncipe de Noia y de Castelvetrano, marqué de Avola, de Carona, etc., almirante y condestable de Sicilia.[48]

Casó en primeras nupcias, el 13 de julio de 1713 en Nápoles, con Anna Caracciolo (m. 13 de octubre de 1715), padres de un hijo que falleció con diez años. Contrajo un segundo matrimonio, el 15 de mayo de 1717 en Nápoles, con Margarita Pignatelli y Capua, V duquesa de Bellosguardo, baronesa de Casalnuevo y señora de Amendolara. Sucedió su hijo del segundo matrimonio:
- Fabricio Matías Pignatelli de Aragón y Cortés (Nápoles, 24 de febrero de 1718-Nápoles, 28 de septiembre de 1763), IX marqués del Valle de Oaxaca,[1] VIII duque de Terranova,[50], X duque de Monteleón, grande de España,[43] y varios títulos italianos.[51]

Casó, el 20 de febrero de 1735 en Nápoles, con Constanza de Médici y Gaetani, de la familia de los príncipes de Otayano. Sucedió su hijo:
- Héctor María Pignatelli de Aragón y Cortés (Monteleone, Nápoles, 28 de septiembre de 1742-Barra, 27 de febrero de 1800), X marqués del Valle de Oaxaca,[52][1] IX duque de Terranova,[50] y XI duque de Monteleón, grande de España,[43] etc. Vivía cuando el jesuita Clavijero escribió su Historia antigua de México y consignó la genealogía de su familia.

Casó, el 15 de diciembre de 1767 en Nápoles, con Ana María Piccolomini de Aragón, de la familia de los duques de Amalfi. Sucedió su hijo:
- Diego María Pignatelli de Aragón y Cortés (Nápoles, 12 de enero de 1774-Nápoles, 14 de enero de 1818), XI marqués del Valle de Oaxaca,[1][54]  X duque de Terranova,[50] XII duque de Monteleón,[43] dos veces grande de España, etc.

Casó, el 9 de septiembre de 1793 en Nápoles, con María Caracciolo de Brienza. Sucedió su segundogénito:
- José Pignatelli Caracciolo (Nápoles, 10 de noviembre de 1795-25 de septiembre de 1859), XII marqués del Valle de Oaxaca,[56] XI duque de Terranova,[50] XIII duque de Monteleón, grande de España,[43] etc.

Casó, el 6 de octubre de 1817, en Nápoles, con Blanca Lucchesi-Palli Pignatelli de Aragón, de la casa de los príncipes de Campofranco en Italia, hija de Francisca María Pignatelli Cortés y Aragón  Piccolomini —hija de Héctor María Pignatelli de Aragón y Cortés, X marqués del Valle de Oaxaca y de su esposa Ana María Piccolomini de Aragón—, y de Antonio Lucchesi-Palli y Filangieri.
Su hijo Diego Pignatelli de Aragón y Cortés (Palermo, 26 de noviembre de 1823-Nápoles, 9 de marzo de 1880) XI duque de Terranova y XIV duque de Montelón, utilizó el título marquesal en vida sin haber obtenido la real carta de sucesión. Nadie solicitó la sucesión del título desde la muerte, en 1859, del XII marqués, y el título fue declarado vacante y el 13 de febrero de 1885 se declaró suprimido. El nieto del XII marqués, solicitó la sucesión en 1915.
En 21 de agosto de 1916, por rehabilitación, sucedió
- José Pignatelli de Aragón y Fardella (Palermo, 21 de agosto de 1860-Roma, 6/8 de marzo de 1938), XIII marqués del Valle de Oaxaca.[28][1] Era hijo de Antonio Pignatelli de Aragón y Cortés, XV duque de Monteleón, grande de España, y de su esposa, Marianna Fardella.[43]

Casó, en Sirignano, el 24 de noviembre de 1889, con Rosa de la Gándara y Plazaola. Su hijo Antonio de Aragón Pignatelli Cortés solicitó la sucesión al marquesado el 15 de febrero de 1959 pero, al no presentar la documentación requerida, se consideró desistida su pretensión y no obtuvo real carta de sucesión.
- Jorge de Llanza y Albert de Bobadilla (Barcelona, 18 de enero de 1921-2001), XIV marqués del Valle de Oaxaca,[a][1][61] caballero de la Orden de San Juan de Jerusalén, de la Orden de Santiago y fundador de la Asociación para la Defensa de la Naturaleza.[62]

Casó, en 1956, con María de las Mercedes de Figueroa y Castillejo, dama del Real Cuerpo de la Nobleza de Cataluña. Sucedió su hijo:
- Álvaro de Llanza y Figueroa (n. 26 de enero de 1960), XV marqués del Valle de Oaxaca[63] y actual titular.[64][1]

Contrajo matrimonio, en junio de 1988, en Madrid, con Isabel López-Quesada y Sanchiz, con quien ha procreado a sus hijos Claudia, Álvaro e Isabel.